# Carta paglia
La carta paglia è un prodotto di cellulosa affine alla carta comune, ricavato dai fusti secchi dei cereali (paglie). Può essere tradizionale o per uso alimentare.

## Storia
Nel 1834 viene inventata per caso da Stefano Franchi a Villa Basilica nel Distretto cartario di Lucca. In quel periodo gli stracci usati per produrre la carta scarseggiavano quindi questa nuova invenzione permise di produrre a basso costo la carta grazie a paglia, calcina e acqua. Il successo è enorme e a Lucca in Borgo Giannotti si teneva pure un mercato per questo prodotto, punto di riferimento per il prezzo in tutta Europa.

## Composizione
Nella composizione originale la paglia di segale in pezzi veniva lasciata macerare nella calce bianca.
La cartapaglia odierna viene fatta con la pasta di frumento e dalla pressatura della paglia.

## Utilizzo
Un tempo usata nelle botteghe come imballaggio per gli alimenti sfusi, oggi viene utilizzata soprattutto per le fritture dato il suo ampio aspetto assorbente. Viene inoltre utilizzata per la produzione di tovagliette in carta paglia sia con grafiche assortite ed anche tovagliette carta paglia personalizzate con il logo del locale. Dato l'aspetto ruvido viene utilizzata anche per il suo aspetto naturale. Spesso viene scambiata come carta economica, in realtà la carta per tovagliette più economica e la carta liscia usomano.

## Fonti
- Il primo distributore a Borgo Giannotti, su Il tirreno. URL consultato il 16 dicembre 2021.
- LUNA e...CARTA, su La voce del Serchio. URL consultato il 16 dicembre 2021.